# Eugen Cicero

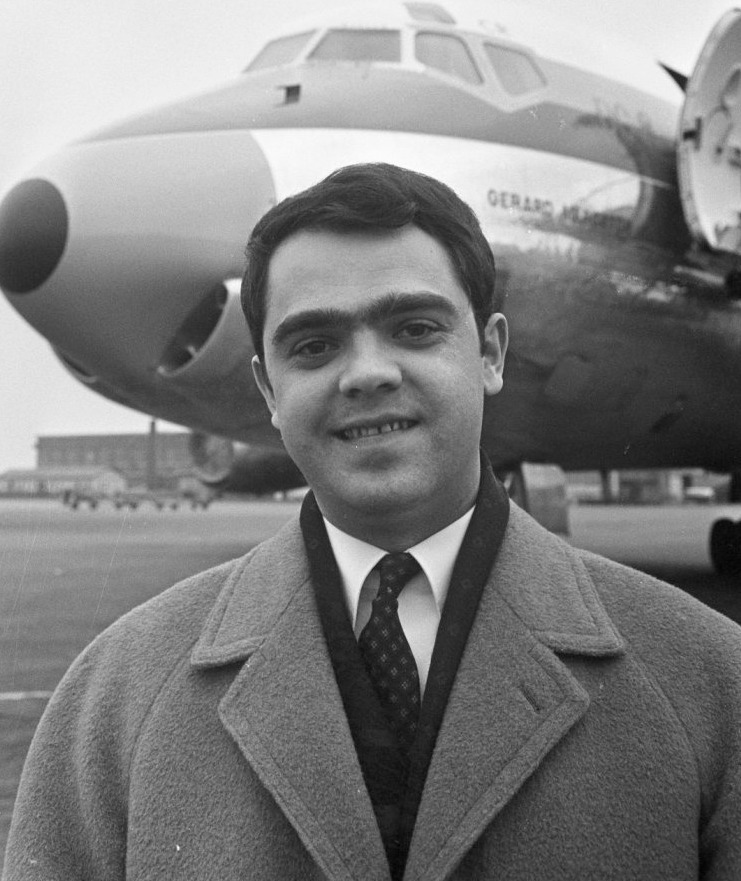
Eugen Cicero (1967)

Eugen Cicero (eigentlich Eugen Ciceu, * 27. Juni 1940 in Klausenburg, Rumänien; † 5. Dezember 1997 in Zürich, Schweiz) war ein rumänischer Jazz-Pianist. Er wurde mit seinen Jazz-Interpretationen und -Bearbeitungen von barocken, klassischen und romantischen Werken bekannt. Seine Interpretationen von Jazzstandards enthielten häufig Musikzitate aus klassischen Werken.
Er spielte, belegt durch mehr als 70 Einspielungen auf Tonträgern, jedes Stück als Improvisation; keine Aufführung war mit einer anderen identisch. 1976 erhielt er den Deutschen Schallplattenpreis für seine Bearbeitung von Kompositionen Franz Schuberts.

## Leben
Eugen Cicero begann im Alter von vier Jahren mit dem Klavierspielen, mit sechs gab er ein Mozart-Klavierkonzert mit dem Sinfonieorchester von Klausenburg. Seine Eltern, der Vater Teodor Ciceu war orthodoxer Priester, seine Mutter Livia – ungarischer Abstammung – eine professionelle Chorsängerin, unterstützten seine musikalische Ausbildung. Er bekam mit elf Jahren Unterricht bei Aurelia Cionca, einer der bekanntesten Pianistinnen Rumäniens. Es folgte Unterricht bei Ana Pittiș. Später studierte er an der Musikhochschule Bukarest, von der er jedoch aus politischen Gründen im kommunistischen Rumänien verwiesen wurde. Zwei Jahre später wurde er wieder aufgenommen (Periode politischen Tauwetters im kommunistischen Rumänien), und 1962 wurde er Hochschulprofessor für Musik.
1962, ein Jahr nach dem Bau der Berliner Mauer, war er während einer Konzerttournee mit einem Sextett in Ost-Berlin. Die Musiker erhielten von der rumänischen Botschaft ein Tagesvisum für West-Berlin, nutzten es und kehrten nicht mehr in den Ostblock zurück. Die meisten Musiker der Band gingen nach Nordamerika; Cicero blieb zunächst in der Bundesrepublik Deutschland. 
Der Schlagzeuger Charly Antolini vermittelte ihn an die Plattenfirma SABA/MPS, wo die beiden später sieben Schallplatten einspielten. Cicero zog 1962 in die Schweiz, wo er seine spätere Frau, die Tänzerin Lili Cziczeo, kennenlernte. 1965 spielte er die LP Rokoko-Jazz ein, die weltweit über eine Million Mal verkauft wurde.
1966 kehrte er nach Berlin zurück und verbrachte hier einen wesentlichen Teil seines weiteren Lebens. Er spielte von 1965 bis 1971 beim RIAS Tanzorchester, später bei der SFB Big Band von Paul Kuhn, mit den Münchner Philharmonikern, dem Arrangeur und Big-Band-Leiter Peter Herbolzheimer und vielen anderen bekannten Jazzmusikern. 1970 wurde sein Sohn Roger Cicero geboren, der nach seiner Teilnahme am Eurovision Song Contest 2007 bis zu seinem frühen Tod im März 2016 ebenfalls ein bekannter Jazzmusiker war. Eugen Ciceros Stieftochter Babette „Babsi“ Döge starb 1977 im Alter von 14 Jahren in Berlin an einer Überdosis Heroin. Sie erlangte traurige Berühmtheit durch das Buch Wir Kinder vom Bahnhof Zoo und als damals jüngste Drogentote Deutschlands. 1980 wurde die Ehe mit Lili Cziczeo geschieden. 
1982 übersiedelte er in die Schweiz und wurde Vater einer Tochter. Er trat häufig in Japan auf und spielte dort auch einige Aufnahmen ein. Eugen Cicero starb am 5. Dezember 1997 im Alter von 57 Jahren an einem Hirninfarkt.

## Musik und Persönlichkeit

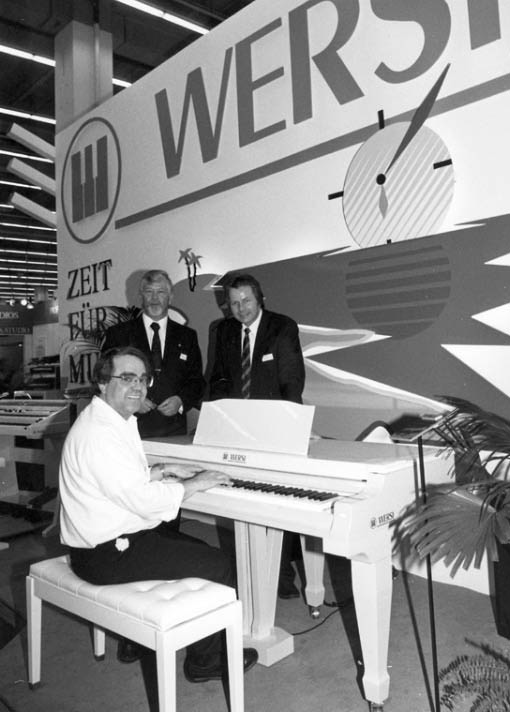
Eugen Cicero

Bei vielen seiner Kollegen war er wegen seiner Großzügigkeit sehr beliebt – er teilte häufig seine Einnahmen mit finanziell weniger erfolgreichen Musikerkollegen. Die Presse wie auch die Promotion seiner Plattenfirma beschreibt seine Musik als Mischung von Jazz und Klassik. Cicero verstand es, die klassischen Elemente nahtlos in sein Spiel einzubauen. Er konnte jederzeit vom triolisch-amerikanischen in barocken klassischen Stil wechseln, ohne dass der Bogen verloren ging oder ein stilistischer Bruch eintrat. Ein Beispiel seiner Improvisationskunst ist seine ideenreiche Interpretation der Mozart’schen Variationen über das Kinderlied Ah vous dirai-je Maman (Morgen kommt der Weihnachtsmann).
Oft trat er als Solist auf. Der spieltechnische Unterschied zwischen rechter und linker Hand war bei ihm gänzlich aufgehoben, ähnlich wie bei Art Tatum und Oscar Peterson. Cicero bevorzugte das Spiel mit anderen Musikern. Bekannt ist der „Cicero-Lauf“, eine Folge sehr schneller chromatisch-abfallender kleiner Terzen, die nur mit einer – meist der rechten – Hand gespielt werden und die Cicero oft als verbindendes Element bzw. Farbmuster zwischen zwei Themen einsetzte. Vereinzelte Kritik erntete Eugen Cicero wegen seiner zeitweiligen Nähe zur sogenannten U-Musik – etwa vergleichbar mit James Last, Paul Kuhn oder Erwin Lehn. Cicero war ein Pionier des Crossover, lange bevor dieser Begriff Einzug in die Musiktheorie hielt.

## Diskografie
Auszug aus über 70 Aufnahmen:
- Rokoko-Jazz, mit Peter Witte am Bass und Charly Antolini am Schlagzeug (1965)
- Cicero’s Chopin (1965)
- In Town (1965)
- Klavierspielereien (1965)
- Swinging Tschaikowsky (1966)
- Plays Liszt (1967)
- Eugen Cicero Quintett (1968)
- The One and Only (19??)
- Und jetzt spielt Cicero (1970)[6]
- Balkan Rhapsodie (1970)
- Marching the Classics (1970)
- My Lyrics in Tokyo (1972)
- Live at the Berlin Philharmonie (1972)
- Gerling-Konzert 1 (1973)
- Cicero in London (1973)
- Cicero’s Chopin Festival (1973)
- Swinging Classics (1973) (Doppel-LP, einmal Liszt, einmal Tschaikowsky)
- Cicero Plays Schubert (1975), mit dem Württembergischen Kammerorchester Heilbronn unter Leitung von Jörg Faerber (Deutscher Schallplattenpreis)
- Starportrait (1976)
- Cicero’s Concerto (1976)
- Eugen Cicero – Piano Solo (1976)
- For My Friends (1977)
- In Concert (1977)
- Live in Berlin (1978)
- INTERMEZZO & SWING & ROMANCE (19??), Eugen Cicero & HMM Studio Orchestra[7]
- Balladen (1979)
- Musik der Generationen (1979), Privatedition des Gerling-Konzerns
- Nice to Meet You (1979)
- Spring Song (1983)
- Der Klassik neue Kleider (1983)
- Türkischer Marsch (1983)
- Don’t Stop My Dreams (1984)
- Jazz Bach (1985)
- A Love’s Dream (1985)
- Piano Dreams (Neuveröffentlichung von A Love’s Dream, 2002), mit den Münchener Philharmonikern
- Berlin Reunion (1986)
- Rokoko Jazz II (1987)
- Klassik modern (1987)
- A Touch of Love (1988)
- Whisper from Eternity (1988), mit Horea Crishan, bisher nicht in Deutschland veröffentlicht
- Humoresque in Budapest (1989)
- The Last Scene (1993)
- Maritim in Music (1993), als Werbemittel für die Maritim-Hotels aufgenommen
- Plays Gershwin (1993)
- Easy Listening Lounge (1993)
- Traumnoten (1993)
- Eugen Ciceu – Cicero Jazz[8] (1993)[9]
- Handmade (1991),[10] als Promotion-Album für das WERSI Grand Piano aufgenommen[11]
- Lullabies (1995)
- Swinging Piano Classics, 13. Dezember 1996, Live-Konzert aus Überlingen, mit Decebal Badila am Bass
- Solo Piano (2015), Rundfunk-Mitschnitt eines Auftritts bei den Debrecen Jazz Days 1978
- Bernhard Theater · Zürich, 05.10.1992 (2020), Live-Konzert zusammen mit Paul Kuhn
- Cicero – Zwei Leben, eine Bühne (2022), Soundtrack der gleichnamigen Dokumentation

## Filmografie
- Cicero – zwei Leben, eine Bühne.F Dokumentarfilm, 112 Minuten, Regie: Kai Wessel, Ko-Regie: Tina Freitag, Deutschland 2021.[12]